# L'Enfilade-de-Maisons-en-Brique-Rouge-de-Yamachiche
L'Enfilade-de-Maisons-en-Brique-Rouge-de-Yamachiche est un alignement de douze maisons située sur la rue Sainte-Anne à Yamachiche au Québec (Canada). Il s'agit pour la plupart de maison rectangulaire construite durant la seconde moitié du XIXe siècle. Elles ont un parement en brique rouge et des ornementations blanches en bois ou en fonte. Cet alignement a été classé site patrimonial en 2008 par le ministère de la Culture et des Communications. Il comprend un immeuble patrimonial classé, la maison Louis-Léon-Lesieur-Desaulniers.